# Свети Никола (Крушево)
Вижте пояснителната страница за други значения на Свети Никола.
„Свети Никола“ или „Свети Николай“ (на македонска литературна норма: „Свети Никола“, „Свети Николај“) е църква в град Крушево, Северна Македония, построена през 1832 и след това отново в 1905 – 1907 година. Храмът е катедрала на Крушевско-Демирхисарската епархия на Македонската православна църква – Охридска архиепископия. Църквата, разположена в центъра на града на чаршията, доминира над градското пространство.

## История
В 1872 година, след провъзгласяването на Българската екзархия, патриаршеският охридски митрополит Мелетий мести седалището на епархията си от будния български град Охрид в Крушево, където може да се опре на влашкото гъркоманско население и „Свети Никола“ става катедрална църква на Охридско-преспанска епархия. Иконостасът в църквата е дело на Петър Филипов и Димитър Станишев, едно от най-известните произведения Дебърската художествена школа. Иконите в църквата са дело на зограф Михаил и синовете му Данаил и Никола. Най-старите запазени икони в църквата са от 1884 година. В църквата преди опожаряването ѝ работи Стойче Станков.
По време на Илинденско-Преображенското въстание от 1903 година църквата е унищожена при бомбардировките на турската артилерия на града. В пожара изгаря и иконостасът дело на Димитър Станишев. Възстановена е между 1905 – 1907 година, но този път значително по-малка. Представлява трикорабна базилика, с по-висок среден кораб. На южната страна на църквата е построена камбанария – часовникова кула.
- „Светата митрополия“, гръцка пощенска картичка
- „Светия храм на Свети Николай“, гръцка пощенска картичка